# San Mateo Piñas
San Mateo Piñas är en kommun i Mexiko.   Den ligger i delstaten Oaxaca, i den sydöstra delen av landet, 500 km sydost om huvudstaden Mexico City.
Följande samhällen finns i San Mateo Piñas:
- San Pedro Cafetitlán
- El Perdiz
- Loma Cruz
- Barrio del Panteón
- Buenavista
- Sulfato